# Andreï Antonenko
Pour les articles homonymes, voir Antonenko.
Andreï Ievguéniévitch Antonenko  (en russe : Андрей Евгеньевич Антоненко; né le 6 novembre 1974 à Léningrad, U.R.S.S.) est un musicien et compositeur russe.

## Biographie
Il a fait partie du groupe de ska punk Leningrad depuis 1999 et a participé à des disques de Sergueï Chnourov comme soliste. Il a suivi Chnourov après la dissolution du groupe Leningrad pour la création du groupe Rubl (es) depuis 2008.

## Discographie

### Leningrad
- 1999 – Pulya
- 1999 – Mat bez elektrichestva
- 2001 – Dachniki
- 2001 – Made in zhopa
- 2002 – Piraty XXI veka
- 2003 – Dlya millionov
- 2004 – Babarobot
- 2005 – Hleb
- 2006 – Babie Leto
- 2007 – Avrora
- 2011— Henna (Хна)
- 2011 — Eternal Flame (Вечный огонь)
- 2012 — Poisson (Рыба)

### Sergueï Chnourov
- 2002 – Vtoroy Magadanskiy (Второй Магаданский)
- 2012 : Bouton d'or (Лютик)

### Rubl
- 2009 : Rubl (Рубль, single)
- 2009 : Gardez la monnaie (Сдачи не надо)

## Filmographie (compositeur)
- 2002 – Villici (Виллисы)
- 2002 – Franitsyz (Француз)
- 2005 –  Polumgla (Полумгла) d'Artiom Antonov
- 2005 – Aime-moi (Люби меня) de Vera Storojeva
- 2005 – Grecheskie Kamikuli (Греческие каникулы)
- 2008 – Alexandre. La bataille de la Néva d'Igor Kalenov

### Source de traduction
- (es) Cet article est partiellement ou en totalité issu de l’article de Wikipédia en espagnol intitulé « Andréi Antonenko » (voir la liste des auteurs).